# 尼可勞斯·瑞希
尼可勞斯·瑞希（1984年8月30日—）是一名奧地利帆船運動員，曾搭檔尼可·卡絲代表國家參加2012年倫敦奧運的雙人小艇49人型比賽，並未獲得獎牌。